# Arthur Reinmann
Arthur Reinmann (* 1901 im Berner Oberaargau; † 1983 ebenda, heimatberechtigt in Walliswil-Bipp) war ein Schweizer Gewichtheber und olympischer Medaillengewinner.
Seine Vorfahren waren 1666 aus dem Elsass nach Walliswil eingewandert.
Zum Gewichtheben kam er eher indirekt. Anfang der 1920er-Jahre arbeitete Reinmann für die Feldschlösschen-Brauerei in Wangen an der Aare. Als Amateur nahm er zweimal für die Schweiz an der Olympiade teil. Bei den Olympischen Sommerspielen 1924 in Paris konnte er die Bronzemedaille im Federgewicht (bis 60 kg) gewinnen. Bei den Olympischen Sommerspielen 1928 in Amsterdam erreichte Reinmann den fünften Platz.